# 進藤七枝
進藤 七枝（しんどう ななえ）
日本の女優
本名：岡本 美香
生年月日：1973年5月16日
「ミステリアス・K」の名前で活動していた時期もある。

## 来歴
埼玉県蕨市出身。
1991年プレイメイトジャパングランプリ。

## 主な出演

### オリジナルビデオ
- 取立屋本舗ベビィ闇金仁義（1993年、タキコーポレーション）
  - 取立屋本舗ベビィ 闇金絵巻（1994年、タキコーポレーション）
- どチンピラ5（1993年、セイヨー）
- くノ一忍法帖IV 忠臣蔵秘抄（1994年、キングレコード）
- 狂犬遊戯（1994年、バップ）
- ジ・ゴ・ロ（1995年、セイヨー）
- 企業戦士YAMAZAKI（1995年、SHSプロジェクト）
- THE レイプマン5（1995年、ピンクパイナップル）
- 道中師 恨み掏ります 恋も掏ります（1995年、キングレコード）
- 制服狩り（1996年、彩プロ）
- ポイズン（1996年、セイヨー）

### 映画
- 免許がない!（1994年、光和インターナショナル）

### テレビドラマ
- Trap-TV 第4話「男と女」（1993年、フジテレビ）
- 月曜ドラマスペシャル／湯けむり仲居純情日記3（1994年、TBS）

## 写真集
- SHITAI　– 進藤七枝写真集（1993年、コンパス）